# Erhinoald
Erhinoald ali Erkinoald (francosko Erchenout) je leta 641 nasledil nevstrijskega majordoma Ega in leta 642 burgundskega majordoma Flaohada in bil do svoje smrti majordom obeh kraljestev, * ni znano, † 658.
Po podatkih iz Fredegarjeve kronike je bil sorodnik (consanguineus) matere Dagoberta I.. Chaume navaja podatek iz Notitiae de Fundatione Monasterii Glanderiensis, ki kaže, da je bil potomec galsko-rimskega senatorja Ansberta oziroma galsko-rimskih rodbin Siagri in Fereoli.
Erhinoald je nevstrijskemu kralju Klodviku II. predstavil Baltildo, anglosaško sužnjo, ki je bila verjetno iz visoke plemiške družine iz vzhodne Anglije, s katero se je kralj poročil.  Kraljeva poroka s pobožno Baltildo je utrdila Erhinoaldov položaj na dvoru in dala Frankom nekaj vpliva v Kentu v vzhodni Angliji. 
Erhinoald se je poročil z Levtsindo, s katero je imel sina Levdezija. Sin je leta 675 postal majordom Nevstrije.
Erhinoald je umrl leta 658. Na položaju majordoma ga je nasledil Ebroin, ki ga je izbralo frankovsko plemstvo. Večino Erhinoaldove družine so kljub temu, da je bil Levdezij dvorni majordom, v sporih med pristaši svetega Levdegarja Autunskega in Ebroina leta 676 uničili. Njihovo ime se je ponovno pojavilo v 7. stoletju, kar kaže, da je nekaj članov družine preživelo.